# Aulotrachichthys pulsator
Aulotrachichthys pulsator är en fiskart som beskrevs av Martin F. Gomon och Kuiter, 1987. Aulotrachichthys pulsator ingår i släktet Aulotrachichthys och familjen Trachichthyidae. Inga underarter finns listade.